# Gliese 581 e
Gliese 581 e er en exoplanet der kredser om den røde dværgstjerne, Gliese 581, som er ca. 20,3 lysår væk fra Jorden. Det er den tredje planet der blev opdaget som kredser Gliese 581, og den første i forhold til sin stjerne.
| Astronomi | Spire Denne artikel om astronomi er en spire som bør udbygges. Du er velkommen til at hjælpe Wikipedia ved at udvide den. |